# アリアンロッド・2E・リプレイ・サヴァイヴ!
『アリアンロッド2E・リプレイ・サヴァイヴ!』は、FEARによる『アリアンロッドRPG 2E』のリプレイシリーズ。
ゲームマスター（GM）・リプレイ執筆は田中信二。イラストレーターは猫猫猫。

## 概要
純然たる『アリアンロッドRPG 2E』環境下でのリプレイシリーズ第4弾であり、『ディスカバリーガイド』でサポートされたマジェラニカ大陸を舞台としており、『スキルガイド』環境下での初のリプレイ作品となっている。
マジェラニカの設定に踏み込んだリプレイは前作『キャプテンRED』が初だが、本リプレイはそこで描かれたメーナームヤイとは別の地域を主な舞台としている。
『サガ』シリーズ終了に伴い、『聖弾のルーチェ』と並行してスタートが決定した『2E』環境下でのリプレイシリーズの一本であり、GMに指名された田中が「とにかくでっかい物語をやりたい」と述べ、詳細が描かれていないマジェラニカ大陸を舞台に、魔獣と人間との生存競争を描くリプレイとして2013年にスタートした。
第2話の収録後、前日談である第0話が収録されており（2016年現在は閲覧不能）、それにより第3話ではPCのレベルが2上がっている。

## あらすじ
魔獣と自然の大陸、マジェラニカ。チェンジリングのヴァルキリー・ウェンディはかつて、住んでいた村、アジュールを七体の魔獣に襲撃されて呪いを受け、成長の止まった身体となっていた。
魔獣とそれを倒す手がかりを求めて冒険者となったウェンディは、巨人のダンサー・ジン、アルディオン渡りのエクスマキナ・ナッツ、「狩りの女神」を信奉する庭師・ルシャナと共にギルド「ワイルドブルー」を結成し、大陸を闊歩する魔獣と刃を交えつつ日々を送る。
そんな中、荒野の集落カトゥーラへの護衛依頼が入る。これを受諾したワイルドブルーは、依頼人の少女ミサキと共にカトゥーラへと出発した。
それは、ウェンディが追い続ける魔獣、“七つの封印”との邂逅の序章でもあった。

## 登場人物

### ギルド「ワイルドブルー」
ギルドマスターはウェンディ。第一話の開始時点で結成されており、場数を踏んだチームメイトとして描かれている。プレイヤーキャラクター（PC）の総合レベルは4から開始されているが、前日談の第0話においてはレベル1となっている。
ウェンディ・ティファニー・グレース（大竹みゆ）
フェイのウォーリア/ハンター。15歳。フェイとしての種族はヴァルキリー。
元々は伝説のヴァルキリー「狩りの女神」を信奉する村・アジュールで育てられたチェンジリングの子供で、次代の「狩りの女神」となることを求められ、それを目指していた。しかし、本編開始の5年前、10歳の時に村が“七つの封印”の襲撃に遭い、その際クロノファングの呪いによって住民は時間が停止、ウェンディは難を逃れたものの肉体の成長が停止。そのため、実年齢は15歳だが外見は10歳の子供。
「狩りの女神」の証である蒼い装束を纏い、身体よりも大きな槍を振り回して戦うパワーファイターで、防御をナッツとルシャナに依存し、自身は攻撃に特化したスタイルを取る。
語尾が「～なのだ」となる独特の語り口が癖で、敬語が苦手。また、魔獣を倒すことに情熱を注いでおり、それが高じてかなり好戦的な性格。反面やや向こう見ずな面もあり、明らかにレベル差のある敵や、ルート上回避した敵に挑もうとして周囲に止められることもある。このため、大竹が「サガ」で演じたピアニィ同様「殺意」をネタにされている。
祖先はかつてガルデニアと共に戦った、彼女の妹に当たる「狩りの女神」の一人。
ゴード・ジンガー（林啓太）
ネフィリムのシーフ/ダンサー。99歳（ヒューリン換算で19歳前後）。
愛称は「ジン」。生まれ故郷の隠れ里では100歳までに成人の儀（各地を旅して自分なりの真理を掴む）を受けないといつまでも子供扱いで村八分になる、という独特の風習がある。しかし、軽いノリの遊び人（林曰く「チャラ過ぎる」）な性格でありまともに儀式を受けようとしなかったため、業を煮やした両親に「いい加減真面目に儀式を受けて来い」とたたき出されて旅に出た経緯がある。その際、行く先でナンパをしないようにと恐ろしげな風貌の魔性面を渡されている。が、懲りずに行く先々で美女を見つけてはナンパに励んでいる。
語尾は「～じゃん」、何かと「ウェーイ」と呟くなど本格的に軽い男だが、ネフィリム特有の自然精霊への信仰心は持っており、踏みにじる者は決して許さない。また何かあるたびに踊ろうとする、テンションが上がると巨人のサイズに戻ろうとして騒ぎを起こすなど静けさとは無縁の男。
短剣二刀流をダンサーのステップで振るう接近戦型で、範囲攻撃担当。反面攻撃に全てを割り振ったため回避能力は平均レベル。
ナッツロッカー（鈴吹太郎）
エクスマキナのアコライト/ファランクス。
アルディオンから渡ってきた神官。愛称「ナッツ」。顔面部は顔のない面頬となっている。
元は主人に仕えていた従者だったのだが、マジェラニカに上陸する前後に逸れた上、主人についての記憶がなくなっている。大陸を放浪していた頃になぜかジャンク屋に売られ、その後ルシャナに護衛として引き取られた経緯がある。
玉じゃくしをメイスに、鍋のフタを盾に、エプロンをサーコートにしたお手伝いのようなスタイルで戦うが、料理は出来ない。戦闘ではその頑強さを生かした防御役として立ち回る。
語尾はカタカナ。感情豊かで臆病な性格で、戦闘が迫ると逃げ出そうとしてはウェンディに引き戻される、というのが恒例。頭部パーツの中には色々なギミックが詰まっている。
ルシャナ・アムルタート（久保田悠羅）
ヒューリンのメイジ/ガーデナー。
ヴァルーナ出身の庭師で、王家に仕える「マジェラニカ十二庭家」の一つ、アムルタート家の次男坊。実家は兄・ミロクが継いでいるため、自身は冒険者として生活している。
かつてヴァルーナを襲った魔獣と戦った際、やっとの思いで追い返すのが限界だったという経験があり、そのことからその魔獣を必ず討伐しようと力をつけるため、王宮を出て冒険者になった過去がある。
メイジではあるが魔法攻撃は行わず、マジェラニカ固有の技である錬金術のひとつ、庭園術で味方を支援するスタイルを取る。また《シールドガーデン》により広域防御もこなすギルドの戦術の要。
実家のアムルタート家は代々戦いの妖精たるヴァルキリーを信仰しており、その中でも当代の「狩りの女神」であるウェンディを「我が女神」と呼んでお目付け役を買って出ている。
生真面目な性格だが、それが災いして余計な一言で逃げ場を失ったり、自信満々で選んだ選択でピンチに陥ったりと墓穴を掘ることが多く、「墓穴庭師」のあだ名がある。プレイヤーの久保田はキャラ立てとしてこのような造形としたが、同様のコンセプトである「サガ・デスマーチ」のマルセルと異なり、久保田自身のミスや見落としでやることなすこと悉く裏目に出ている。
なお、小動物好きという一面がある。

### NPC達
ミサキ・ムロート
ヒューリンのハンター。第一話に登場。カトゥーラ村でオカマグロ漁を営む若き漁師の娘で、ワイルドブルーに帰路の護衛を依頼したのが物語の始まりとなる。
ウェンディにとっては劇中初めて出来た友達で、アジュールに咲く「青い花」の種を渡されている。
名前の由来は「室戸岬」。
オーマ・ムロート
ヒューリン。ミサキの父親で、カトゥーラを取りまとめる網元。
名前の由来は「大間」。
ピスタチオ・アサーバ
ヒューリン。ラムプーラに遺跡調査のためやって来た考古学者だが、医学の心得もあり、ラフレシアンの襲撃で被害を受けた人々の治療に当たっていた。
遺跡について語りだすととにかく話が長くなるという悪癖がある。
3話ではナッツに誘われて仲間と共にバンドを始めている。
サムエル
ヒューリン。第0話でワイルドブルーに救われた商人で、チロという飼い犬がいる。
激戦でMPが枯渇した一行にお礼として渡したのがダイアモンドだったため、「ダイアモンドおじじ」と呼ばれていた。
第3話でシナリオに登場し、パヴィトラ・スタンヴァに一行と共に向かうことになった。捨て犬だったチロを我が子のように可愛がっており、彼が魔獣だったと知ったあともそれは揺らがなかった。
ファリスタ
ドゥアン（オルニス）のアコライト。パヴィトラ・スタンヴァの神官長を務める女性で、天使のような白い翼が特徴。ジンのナンパをさらりと受け流す度量の持ち主。
街の中心にある石柱が封じている「過去の石」を守護する使命を継いでいる。
アンヴィル
ネヴァーフ。パヴィトラ・スタンヴァで武具鍛冶を営む老爺。
職人気質で偏屈な男だが腕は確かで、請け負った仕事は確実に果たす。ウェンディの持つ「女神の武具」の欠片を武器へと精錬した。これが最終的に“七つの封印”を滅ぼす決め手となった。
ガルデニア
ヴァルキリーのバナレット。古の時代の「狩りの女神」のリーダーであり、当代最強と謳われた戦士。
右目を神に捧げた代償として巨大な槍を授かっており、これで“七つの封印”との激闘を繰り広げていた。最終決戦でクロノファングを打倒したものの、三つの力に分断したところで力尽きてしまい、その魂を己に封じ込めて諸共封印された。
その後はクロノファングの魂を押さえ込んでいたが最終的に押し負けて肉体を乗っ取られ、復活を許してしまう。夢を通じてウェンディに警告を送り続け、決着後に対面が実現した。

### 七つの封印
“虫の魔獣”ディディモゾイド
第一話のラスボス。寄生虫の特徴を持っており、他の巨大な魔獣に寄生してコントロールする能力を持つ。また、攻撃されるたびに際限なく分裂するという特性を備えており、これでワイルドブルーを苦しめた。
だが、分裂するたびに個体ごとの生命力が減少するという弱点があり、3体に増えたところで2体をジンに叩き切られ、残る1体もウェンディに斬殺され滅びた。
“花の魔獣”ラフレシアン
第二話のラスボス。植物の特徴を持っており、地中に根を張って周辺から魔力を吸い上げ、山をも砕くビームを放つ。最大の武器は全身に咲かせた花から散布する瘴気で、これは放置すると3日目に最大となり、大爆発を起こして広域を瘴気で汚染してしまう。
知性の低い3体のうちの1体で、通訳しても「死ね！」としか喋らない。
“技の魔獣”ガイダロス
第三話のラスボスの片方。巨人の特徴を持っており、その格闘技術を生かした技で戦う。肩のプロテクターには自身を強化するトラップを仕込んでおり、守りはこちらに依存している。
広範囲への連続攻撃やオリジナルスキル《反撃の巨人》など、とにかく拳による白兵攻撃に特化した魔獣。
当初はドゥアンに化けており、ジンに喧嘩を吹っかけていた。後に正体を現して一行の前に立ちふさがったが、ウェンディ達の猛攻に疲弊し、最後はジンに引導を渡された。
“雷の魔獣”サンダークラウド
第三話のラスボスの片方。鳥の特徴を持っており、咆哮によって雷を呼ぶ能力を持つ。
魔獣としての眷属は雷雲そのもので、3日かけて最大まで成長すると、全てを破壊する最強の雷撃を放つ事ができる。
外見は竜と鳥を掛け合わせた有翼獣の姿をしている。
“心の魔獣”シャイロ
第三話のキーパーソン。動物の特徴を持っている。
《魔隠し》というオリジナルエネミースキルを持っており、自らが魔獣である事を完全に隠蔽することが出来る。また、他者を意のままにコントロールすることも出来、“七つの封印”の中では諜報を担当する。反面戦闘力は低い。
当初は捨て犬に扮してサムエルと接触し、「狩りの女神」たるウェンディに近づこうとした（余計な疑いを抱かれないため、眷族化の能力は使っていない）。この過程で「チロ」という名前を貰い、気に入られたのを利用して暗躍していたが、チロとしての主人であるサムエルには断ち難い情を抱いており、最終的にウェンディの説得に応じる形で離反。サンダークラウドと戦って致命傷を負い、決着を見届けた後落命した。
亡骸は街を見渡せる丘の上に葬られている。
“王の魔獣”ドラコニア
第四話のラスボスの片方。竜の特徴を持っている。
七体の中でも一番の武闘派であり、戦うことそのものを無上の喜びとする戦闘狂。猛毒のブレスを武器とする。
“時の魔獣”クロノファング
第四話のラスボスのもう片方。グリフォンの特徴を持っている。一連の事件の黒幕であり、“七つの封印”のリーダーを務める。魔獣というよりも魔族に近く、「真の死」を与えない限り滅びない。
古の戦いでガルデニアに敗北、「過去」「現在」「未来」の三要素に分けられた上で、魂をガルデニアの肉体ごと封印されていた。しかし、長きに渡る内在闘争の末、物語の5年前にガルデニアの魂を捻じ伏せてその肉体を乗っ取り、復活に成功。残る六体の封印を解放してアジュール村を襲い、村で祭られていた「狩りの女神」の武具たる槍を強奪、村の時間を止めたが、未熟ながら「狩りの女神」の力を持つウェンディだけは肉体の成長を止めるに留まった。
時間を操る能力を持ち、その力で無敵を誇ったが、「狩りの女神」にだけはこの力が通用せず、ウェンディは既にこの呪いを受けているため影響を受けなかった。
村を襲った後は封印を解放した消耗を回復するため眠りについており、5年後の現在になって他の6体と共に行動を開始。最終決戦ではテルミヤで一行を待ち構え、ドラコニアと共に迎え撃ったが、「未来の石」を破壊されたことで他者の時間操作能力を失い、最後にはウェンディの一撃で肉体を破壊され、「現在の石」を砕かれたことで完全に消滅した。

## 用語
狩りの女神
マジェラニカに伝わる伝説のヴァルキリー・ガルデニアを筆頭とする神喚者のヴァルキリーたちの通称。そのリーダーであり最強と謳われたガルデニアの二つ名として伝わっている。彼女の使用した槍は欠片となって各地に散らばっており、一際大きいものがアジュール村に伝わっていた。
七つの封印
メンバーについては上記。古の時代、邪神の兵器として生み出された7体の強大な魔獣の総称。知性の低い兵器が3体と、高度な精神を持った4体で構成されている。エリンの神々と魔族の戦いが起きるたびに駆り出され、倒されても記憶を維持して再生、さらに強くなるという特性を持っている。
アジュール村
ウェンディの故郷。「狩りの女神」を祭っており、取り替え子として生まれたヴァルキリーの少女はこの村の神殿で儀式を行い、女神としての記憶と使命を継承することになる。
本編開始の五年前にクロノファングの呪いを受けて時間が完全に止まってしまっている。
カトゥーラ村
第一話の舞台。ミサキの故郷。オカマグロ漁を営む漁師の村で、その先頭にいる「主様」の進行ルートに存在する。群れの進行に伴う被害を受けないよう、家屋が全て錬金術で移動可能に改造されているのが特徴。群れが来るのを察知すると村ごと逃げ出し、第一波が去った後に戻って第二波を漁獲する。
パヴィトラ・スタンヴァ
第三話の舞台。ネディーア地方に存在するクレーター状の街で、中央に魔払いの力を持った金属柱が建てられている。そのため「巨柱都市」とも呼ばれる。
この柱の正体はクロノファングの力の源である「過去の石」の封印であり、そのためガイダロスたちの襲撃を受けることになった。
クロノファングの石
“時の魔獣”クロノファングの力を封じた三つの石のこと。過去・現在・未来の三つが存在する。
過去の石
クロノファングの「経験」が封じられた石。パヴィトラ・スタンヴァに封印されている。ゆうに100レベル分（最低でも50000点以上）の経験点が宿っている。
現在の石
クロノファングの「存在」が封じられた赤い石。魔獣としての基本的な能力が宿っている。また魂のヨリシロでもあり、これを破壊されると滅ぶ。
未来の石
クロノファングの「能力」が封じられた青い石。テルミヤに封印されている。他者の時間をコントロールする呪いの力が宿っている。